# 橙天娱乐集团
橙天娱乐集团是一家中国大陆娱乐公司，成立于2005年，是一家通过兼併而迅速成长的娱乐公司，日本愛貝克思集团為其股东之一，据称收购其25%的股份。橙天娛樂在2008年7月10日收购嘉禾娱乐89.06%的股份，成为嘉禾娱乐的最大控股股东。
创办人为原NEC中国区负责人伍克波。旗下主要公司有北京橙天智鸿影视制作有限公司、北京橙天华音音乐制作有限公司、北京橙天智鸿文化经纪有限公司、橙天博鸿广告有限公司、嘉禾娱乐。其竞争对手主要是华谊兄弟公司。2008年，王京花带领旗下艺人另起炉灶，与橙天决裂，成立北京波诺拾捌经纪有限公司，橙天娱乐的艺人经纪业务亦因此元气大伤，至今未恢复。

## 旗下的前艺人
旗下的艺人主要由王京花负责的橙天拾捌经纪有限公司和北京橙天智鸿文化经纪有限公司所组成，直至2008年王京花与橙天决裂。
- 马伊琍
- 孔维
- 文章
- 王艳
- 冯鹏
- 左小青
- 白百何
- 石爻
- 乔任梁
- 伍宇娟
- 关之琳
- 刘威
- 刘钧
- 刘晏维
- 刘嘉玲
- 刘磊
- 吕颂贤
- 朱雨辰
- 江一燕
- 佟大为
- 吳軍
- 宋佳
- 张恒
- 张晨光
- 张铮
- 张静仪
- 張國強
- 李念
- 李琳
- 杨若兮
- 杨雪
- 杨婷婷
- 肖荣生
- 阴奕彤
- 周杰
- 周韵
- 岳跃利
- 经超
- 陈虹池
- 陈莉娜
- 陈道明
- 柯蓝
- 胡军
- 赵擎
- 党浩
- 夏雨
- 耿乐
- 苏岩
- 袁立
- 袁咏仪
- 高露
- 寇振海
- 梁大维
- 梁家辉
- 梅婷
- 郭家铭
- 郭晓冬
- 黄志忠
- 傅淼
- 紫翎
- 黃義達
- 董志华
- 董晴
- 解小东
- 鄢颇
- 齊溪
- 霍政谚
- 薛佳凝
- 巍子

## 影视制作

### 电影作品
- 2005年：《逆转流星》
- 2007年：《基因决定我爱你》
- 2007年：《神槍手與智多星》
- 2007年：《棒子老虎鸡》
- 2008年：《我叫刘跃进》
- 2008年：《江北好人》
- 2008年：《赤壁》
- 2009年：《夜.店》

### 电视剧作品
- 2007年《舞台姐妹》
- 2007年《魔方》
- 2007年《你一定要幸福》
- 2008年《二哥》
- 2008年《男花匠与女经理》
- 2009年《生死线》
- 2012年《谍战深海》

## 外部連結
- 橙天娱乐集团官方网站（简体中文）